# Abdel Sattar Sabry
Abdel Sattar Sabry Abdelmajid Mahmoud (arabe : عبدالستار صبري) (né le 19 juin 1974 au Caire en Égypte) est un joueur de football international égyptien, qui évoluait au poste de milieu de terrain.

## Biographie

### Carrière en sélection
Avec l'équipe d'Égypte, il dispute 70 matchs (pour 11 buts inscrits) entre 1995 et 2001. 
Il figure notamment dans le groupe des sélectionnés lors des CAN de 1996, de 1998 et de 2000.
Il dispute également la Coupe des confédérations de 1999. Lors de cette compétition, il joue trois matchs : contre la Bolivie, le Mexique et enfin l'Arabie Saoudite. Lors de cette compétition, il inscrit un but contre la Bolivie.
Il joue enfin 11 matchs comptant pour les tours préliminaires des coupes du monde 1998 et 2002.

## Palmarès
Égypte
- Coupe d'Afrique des nations (1) :
  - Vainqueur : 1998.